# Iago Parente
Iago Parente (Valladolid, 25 de febrero de 2006) es un futbolista español que juega en la demarcación de defensa en el Real Valladolid CF Promesas de la Segunda Federación.

## Trayectoria
Tras formarse como futbolista en las categorías inferiores del Real Valladolid CF, finalmente hizo su debut con el Real Valladolid CF Promesas el 24 de septiembre de 2023 contra el Real Avilés Industrial CF. El 13 de mayo de 2025 hizo su debut con el primer equipo en un encuentro de la Primera División de España que finalizó con un resultado en contra por 0-1 contra el Girona FC. Debutó con el número 33 y disputó 72 minutos con el partido empatado a 0, cuando fue sustituido por el húngaro Nikitscher.

## Clubes
Actualizado al último partido disputado el 13 de mayo de 2025.
| Club                        | País   | Temporada | Partidos | Goles |
| --------------------------- | ------ | --------- | -------- | ----- |
| Real Valladolid CF Promesas | España | 2023-     | 36       | 1     |
| Real Valladolid CF          | España | 2025-     | 1        | 0     |